# Mala Smileanka, Smila
Mala Smileanka (în ucraineană Мала Смілянка) este localitatea de reședință a comunei Mala Smileanka din raionul Smila, regiunea Cerkasî, Ucraina.

## Demografie
Componența lingvistică a localității Mala Smileanka
     Ucraineană (96,44%)
     Rusă (2,18%)
     Alte limbi (0,46%)
Conform recensământului din 2001, majoritatea populației localității Mala Smileanka era vorbitoare de ucraineană (96,44%), existând în minoritate și vorbitori de rusă (2,18%).